# Natalie Kucowski
Natalie Kucowski (Filadelfia, 10 dicembre 1998) è una cestista statunitense.

## Carriera
È stata selezionata dalle Seattle Storm al terzo giro del Draft WNBA 2021 (35ª scelta assoluta).